# Ahotepre
Ammu Ahotepre je bil malo znan hiški faraon iz Štirinajste egipčanske dinastije.   Vladal je verjetno od 1760 pr. n. št. do 1745 pr. n. št.
Ahotepreja je leta 1997 prepoznal Ryholt v svoji rekonstrukciji Torinskega seznama kraljev.
Von Beckerath je leta 1964 priimek Ahotepreto pripisal faraonu iz Šestnajste dinastije.